# Zijpe
Zijpe est une ancienne commune néerlandaise située en province de Hollande-Septentrionale.
La commune est constituée des villages et hameaux : Burgerbrug, Burgervlotbrug, Callantsoog, Groote Keeten, Oudesluis, Petten, Schagerbrug, Sint Maartensbrug, Sint Maartensvlotbrug, 't Zand.
Les communes limitrophes sont : Den Helder, Anna Paulowna, Schagen, Harenkarspel et Bergen.